# Relaciones Chile-Nicaragua
Las relaciones Chile-Nicaragua son las relaciones internacionales entre la República de Chile y la República de Nicaragua.  Ambos países comparten una larga trayectoria de relaciones de amistad y cooperación, tanto en materias técnicas como culturales y comerciales. El primer tratado de libre comercio firmado entre Nicaragua y un país sudamericano fue el suscrito con Chile.

## Historia
El 2 de septiembre de 1879, en el marco de la Guerra del Pacífico, Chile protestó ante Nicaragua por haber intentado triangular la compra de dos barcos de guerra en Francia, el Solférino (1861) y el La Gloire, a través de un agente nicaragüense para el Perú. También exigió evitar levas de voluntarios para la marina peruana.
Desde ese año hasta 1990, las relaciones bilaterales quedaron prácticamente suspendidas, si bien nunca fueron interrumpidas. En 1990, una vez que se produjeron los cambios de gobierno en ambos países, las relaciones bilaterales se normalizaron una vez más.
En 1996, ambos países suscribieron un acuerdo de promoción y protección recíprocas de inversiones. Cinco años después, fue publicado un tratado de extradición
En febrero de 2011 se suscribió el Protocolo Bilateral Chile-Nicaragua al tratado de libre comercio entre Chile y Centroamérica, con lo que se espera un incremento en el intercambio comercial. Ello configuró el primer tratado de libre comercio firmado entre Nicaragua y un país sudamericano.
Hacia la década de 2010, las principales iniciativas de cooperación entre ambos países se habían desarrollado en los ámbitos de gestión de recursos hídricos, vigilancia vulcanológica, inocuidad alimentaria, epidemiología, y el intercambio de experiencias sobre el modelo de prevención de la violencia juvenil.
En los últimos años, las relaciones a nivel gubernamental se han tensionado. Los presidentes chilenos Sebastián Piñera y Gabriel Boric se han pronunciado en reiteradas oportunidades contra su par nicaragüense Daniel Ortega, instando a la comunidad internacional a condenar los abusos cometidos en el país centroamericano. El gobierno chileno ha solidarizado con los exiliados nicaragüenses, ofreciendo residencia y nacionalidad a 94 expatriados, entre ellos los escritores Sergio Ramírez y Gioconda Belli, en febrero de 2023. 

## Relaciones comerciales

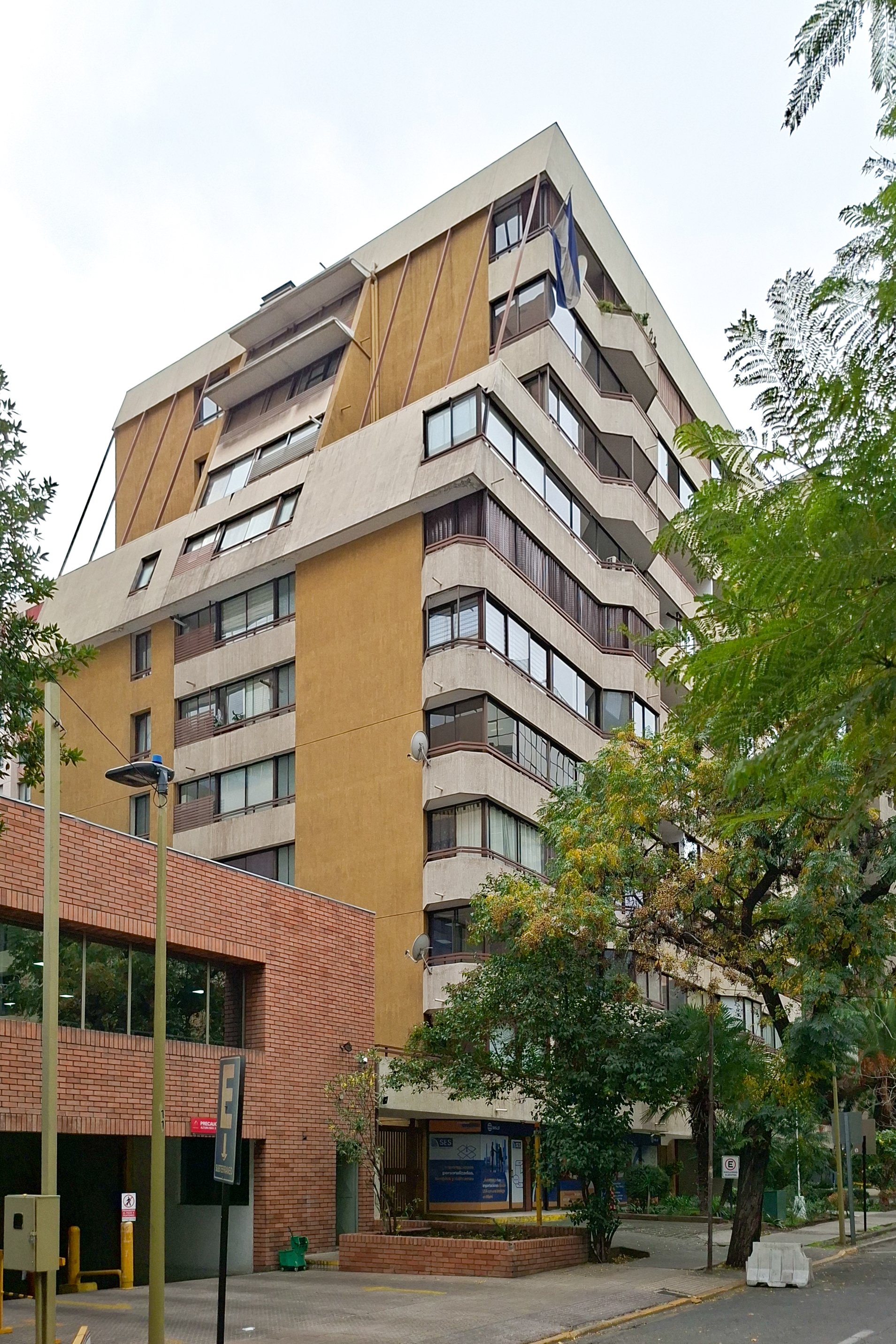
Embajada de Nicaragua en Santiago de Chile

Nicaragua representa para Chile cerca de un 5% del total de sus exportaciones hacia Centroamérica y para Nicaragua, Chile representa el 10% de sus envíos a Sudamérica. Los principales productos que importa Nicaragua desde Chile son servicios, alimentos procesados, medicamentos, vinos, manzanas, productos ferreteros, mientras que Nicaragua exporta a Chile principalmente ron, azúcar, carne, frutas congeladas, melaza de caña, prendas de vestir, piñas frescas o secas.
En 2023, el intercambio comercial entre ambos países ascendió a los 37 millones de dólares estadounidenses, lo que supuso un -1,9% de crecimiento promedio anual en los últimos cinco años. Los principales productos exportados por Chile fueron granos de avena, hojas de aluminio y preparaciones para la alimentación infantil, mientras que Nicaragua exportó mayoritariamente azúcar de caña, suéteres y ron.

## Misiones diplomáticas
- Chile tiene una embajada en Managua.[10]
- Nicaragua tiene una embajada en Santiago de Chile.